# 4032 Чаплигін
4032 Чаплигін (4032 Chaplygin) — астероїд головного поясу, відкритий 22 жовтня 1985 року.
Тіссеранів параметр щодо Юпітера — 3,665.